# هبرة (صنعاء)

تعديل مصدري - تعديل

حي هبرة أحد أحياء مديرية شعوب في مدينة صنعاء اليمنية، بلغ عدد سكانه 2317 نسمة عام 2004.

## الحارات
| الحارة       | عدد المساكن | عدد الأسر | الذكور | الأناث | الإجمالي |
| ------------ | ----------- | --------- | ------ | ------ | -------- |
| حارة البابلي | 336         | 334       | 1228   | 1089   | 2317     |
| الإجمالي     | 336         | 334       | 1228   | 1089   | 2317     |